# The Variable Man
The Variable Man is een sciencefiction novelle van de Amerikaanse schrijver Philip K. Dick. Het werd voor het eerst uitgebracht in het sciencefictiontijdschrift Space Science Fiction in 1953.

## Samenvatting
De mensheid is in staat om het heelal te bereizen, heeft zich vanaf de aarde (dan bekend onder de naam Terra) verspreid en bevindt zich in een koude oorlog met het corrupte Centauriaanse Rijk, geregeerd vanuit Proxima Centauri. In een poging de impasse te doorbreken, ontwikkelt Terra een FTL-bom (FTL staat voor Faster then light of 'Sneller dan het licht) genaamd Icarus, waarvoor de hulp van de onverwachte tijdreiziger Thomas Cole, wordt ingeroepen. Ondanks een aanvankelijke mislukking onthult de uiteindelijke succesvolle activering van Icarus geen destructief wapen, maar een functionerende FTL-drive, waardoor Terra bevrijd wordt van de beperkingen van het Centauriaanse Rijk en de noodzaak voor oorlog verdwijnt.